# Facivermis
Facivermis (лат.) (в переводе — «червь-факел») — вымерший род сидячих лобопод, окаменелые остатки которого были обнаружены в нижнекембрийских сланцах Маотяньшань в Китае.

## Анатомия
Facivermis был червеобразным существом длиной до 90 мм. Тело было разделено на три части. Передняя часть имела пять пар конечностей одинакового размера с двумя рядами щетинок по краям. Средняя часть была вытянутой и в пять раз длиннее передней или задней. Задняя часть имела грушевидную форму и три ряда крючков вокруг анального отверстия.

## Классификация

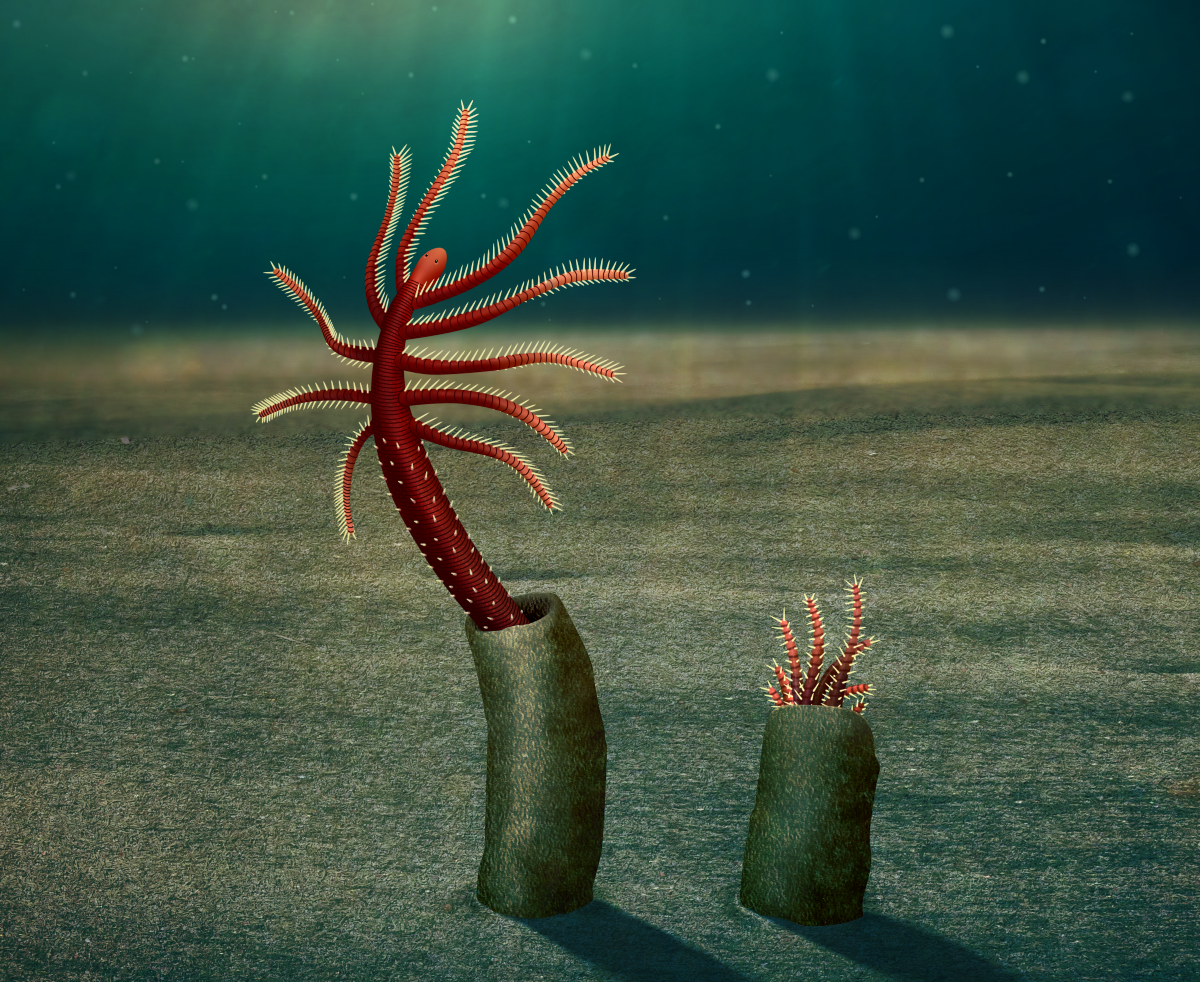
Реконструкция Facivermis, кормящегося и прячущегося в домике-трубке

Facivermis рассматривался его первооткрывателями как полихету. Также было высказано предположение о его родстве с необычным отрядом ракообразных Pentastomida. Однако с момента его открытия большинство доказательств, свидетельствует о том, что это лобопода. Liu и др. проводят сравнение с известной вымершей лобоподой Miraluolishania. Этот же коллектив также обратил внимание, что грушевидный конец имеет близкое сходство с хоботком червей Priapulida, если его интерпретировать как передний конец. Возможные фрагментарные останки приапулиды "Xishania" longiusula очень напоминают грушевидный конец Facivermis, поэтому Huang и др. отнесли "X". longiusula к роду Facivermis как второй вид. В 2020 году были найдены новые образцы этого организма с сохранившейся трубкой-домиком, что позволило предположить, что это был сидячий трубчатый червь, похожий на лобопод, принадлежащий к Luolishaniidae, с грушевидной задней частью.

## Экология
Facivermis ранее считался хищником, который прикреплялся к осадочным породам своим крючковатым задним концом и использовал передние конечности для ловли добычи. В кишечнике одного ископаемого образца сохранились фрагменты панциря Bradoriida. Однако новые образцы, описанные в 2020 году, указывают на фильтрующий тип питания, схожий с образом жизни волосатиков, при котором задние крючки используются для прикрепления к их цилиндрической трубке-домику.